# Спелеоним
Спелеоними (од грч. spelaion — „пећина“ и onoma — „име“) су врста географских назива из групе оронима. Односе се на властита имена пећина и других подземних шупљина (јама, понори). Најтипичнији пример у српској географској литератури су Ресавска, Злотска, Рајкова пећина и др. 